# Mount Lechner
Mount Lechner ist ein markanter und 2030 m hoher Berg im westantarktischen Queen Elizabeth Land. Er überragt das südwestliche Ende des Saratoga Table in der Forrestal Range der Pensacola Mountains.
Er wurde durch Vermessungsarbeiten des United States Geological Survey und mithilfe von Luftaufnahmen der United States Navy zwischen 1956 und 1966 kartografisch erfasst. Das Advisory Committee on Antarctic Names benannte ihn 1968 nach Major Ralph C. Lechner, Lufttransportkoordinator im Kommandostab der antarktischen Reservestreitkräfte der US Navy zwischen 1964 und 1966.